# Molenpoort (Nijmegen)
De Molenpoort was een stadspoort die deel uitmaakte van de tweede buitenomwalling van Nijmegen. De poort werd in 1436 gebouwd, en stond aan de zuidzijde van de Molenstraat.

## Geschiedenis
Nadat er in de 12e en 13e eeuw een eerste omwalling om Nijmegen was aangelegd met het oog op de verdediging van de zich uitbreidende stad, voldeed deze op den duur niet meer toen de stad zich nog verder uitbreidde. De Molenpoort maakte deel uit van de nieuwe omwalling die in de 15e eeuw werd aangelegd. De poort nam zodoende de functie als verdedigingspoort over van de 13e-eeuwse Windmolenpoort ("Wiemelpoort"), die iets noordelijker stond.
De Molenpoort fungeerde een tijdlang als de hoofdingang van de stad. Er was een commiezenhuisje. De poort had een gevelsteen uit 1533, met daarop het stadswapen. In de loop der tijd is de poort gerenoveerd en wat aangepast qua uiterlijk; in 1648 werden er barokelementen toegevoegd.
De Molenpoort is uiteindelijk in 1879 helemaal gesloopt. Een paar jaar daarvoor was de Vestingwet aangenomen, waardoor men in Nijmegen eindelijk kon overgaan tot de afbraak van de oude, overbodig geworden stadswallen en alles wat daarbij hoorde. De Bovenstad van Nijmegen kon zich dankzij deze nieuwe vrijheid nu economisch sterk gaan ontwikkelen.
Vandaag de dag herinnert de naam van het omstreeks 1970 gebouwde winkelcentrum Passage Molenpoort nog aan de vroegere stadspoort.

## Varia
- Plaatselijk heel bekend is het verhaal over de groente- en fruitverkoopster Kromme Leen ("het appelvrouwtje"), die bijna dagelijks met haar koopwaar onder de Molenpoort stond. Net na haar 50-jarig jubileum in 1877 moest ze noodgedwongen hiermee stoppen, aangezien de poort inmiddels op de slooplijst stond. Ze zamelde daarop geld in om een kiosk te beginnen.[1][3]

## Afbeeldingen

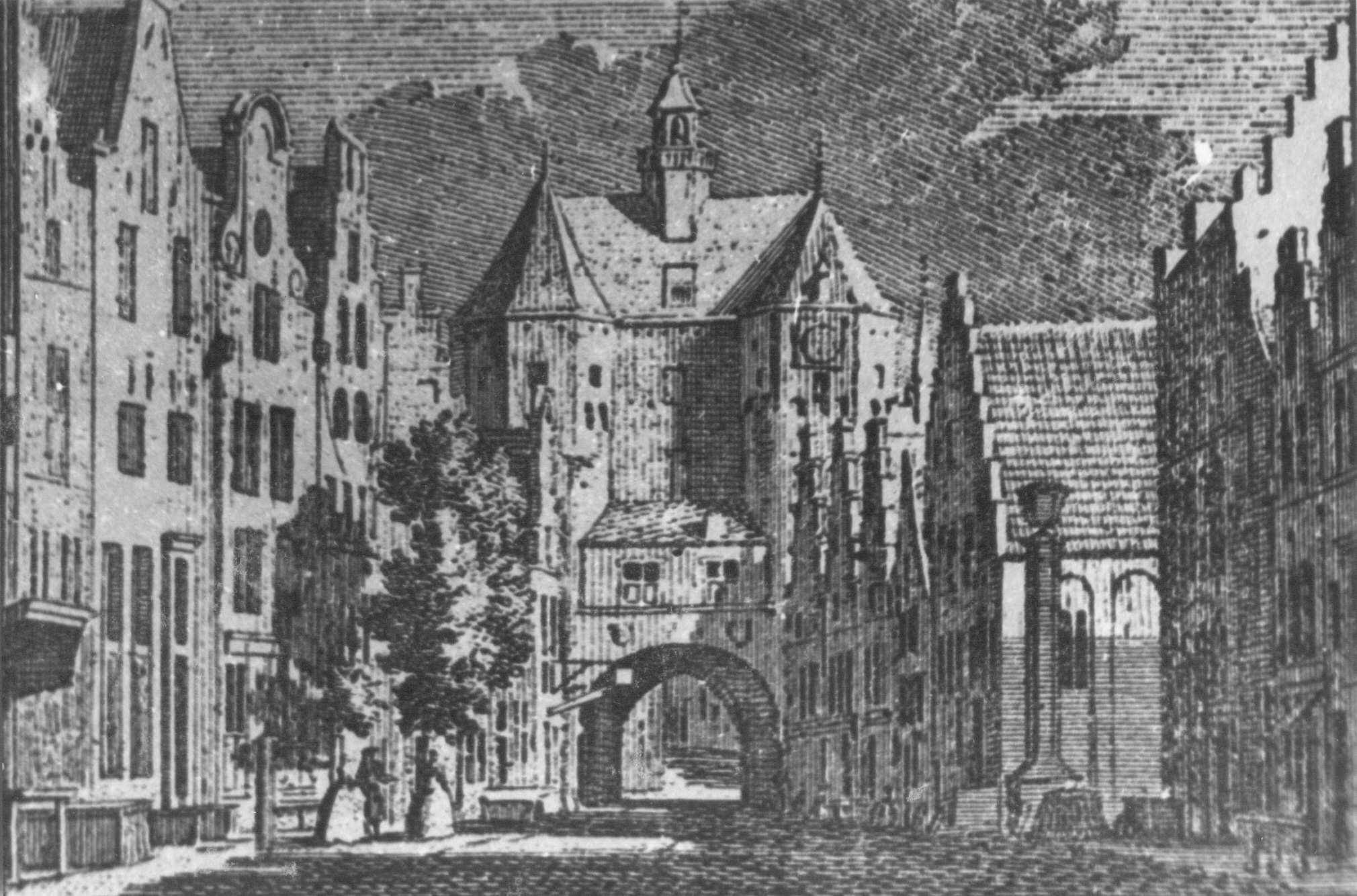
De Molenpoort in 1730
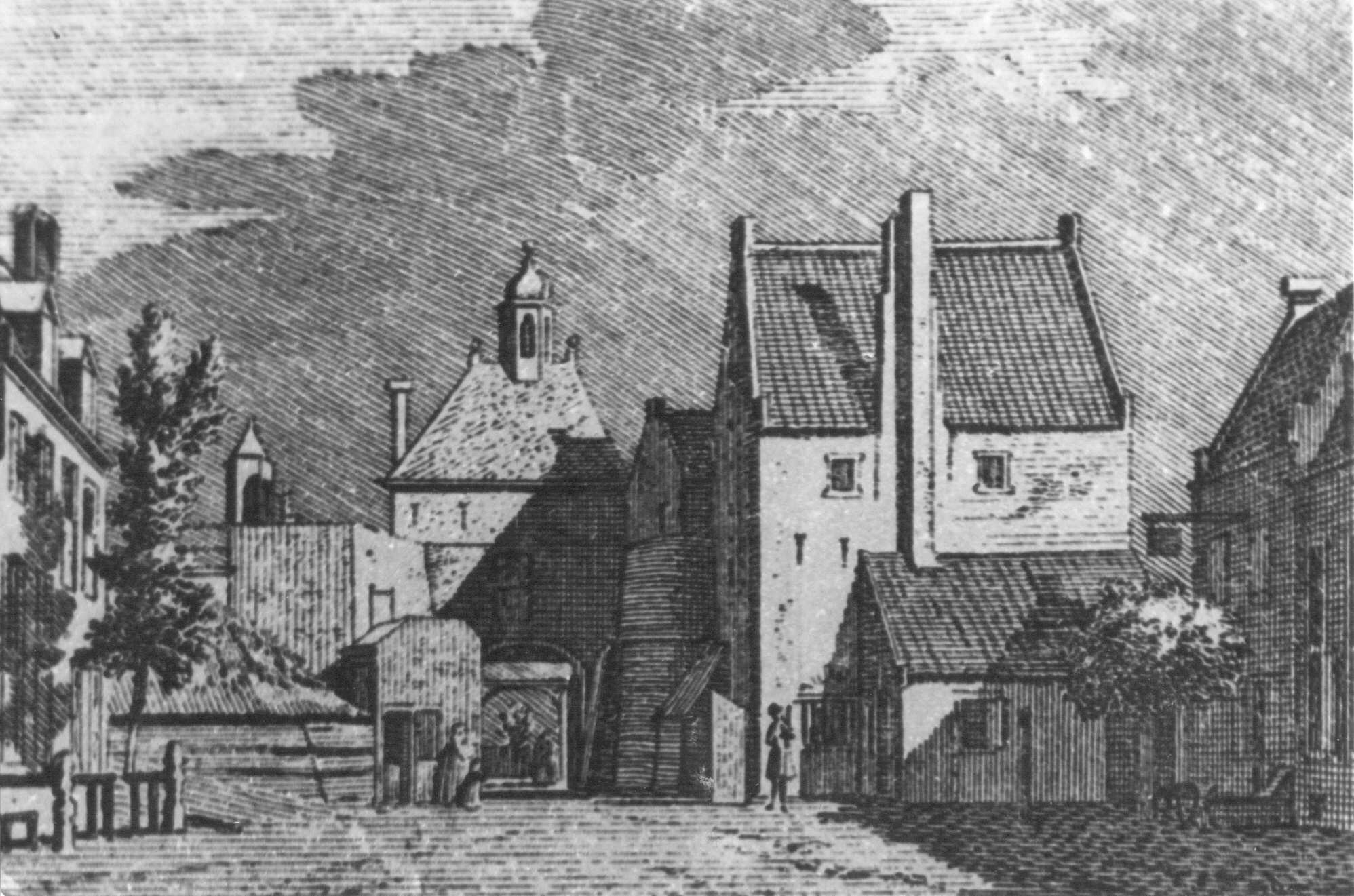
De poort van binnen
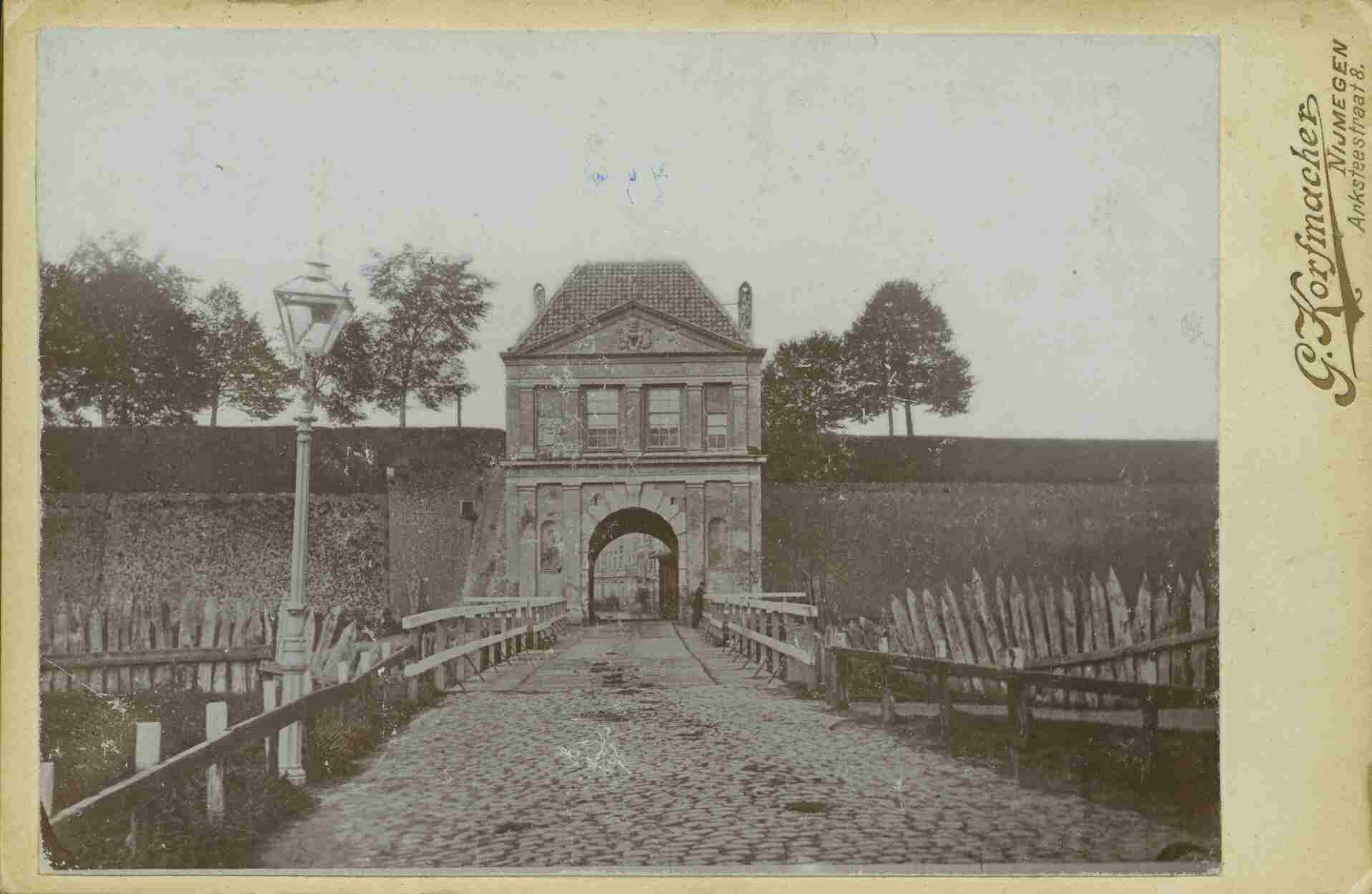
De poort in 1875, ervoor de droge gracht met houten brug